# Червоная Поляна (Константиновская сельская община)
Червоная Поляна (укр. Червона Поляна) — село в Константиновской сельской общине Каховского района Херсонской области Украины.
Население по переписи 2001 года составляло 698 человек. Почтовый индекс — 74641. Телефонный код — 5544. Код КОАТУУ — 6522685001.